# Terai
El Terai (en hindi: तराई, en nepalí: तराई; lit. 'tierra húmeda o piedemonte') es una región que se encuentra en la zona baja de las montañas que rodean el Himalaya por el sur, especialmente la cordillera Siwalik y el bajo Himalaya, formando un cinturón de pantanos, sabanas y bosques que recorren India, Nepal y Bután, desde el río Yamuna, en el oeste, hasta el río Brahmaputra, en el este. El Terai se considera una ecorregión, de ahí que se escriba con mayúscula inicial, pero como ecosistema puede escribirse también en minúscula. Por encima del terai se encuentra el Bhabhar (ecorregión y a la vez ecosistema, el bhabhar), en la falda de las montañas, un cinturón boscoso de rocas permeables, gravas y areniscas, que acumulan el agua que cae durante los monzones en capas freáticas de hasta 37 m de profundidad y la liberan en forma de manantiales sobre los limos y arcillas del terai, menos permeables.
El Terai se inunda cada año durante los monzones. Por debajo, se encuentran, más al sur, las grandes llanuras aluviales de los ríos Yamuna, Ganges y Brahmaputra, y sus tributarios. Al este del Nepal, en Bengala, Bután y Assam, esta ecorregión se conoce como Dooars.

## El Terai en Nepal
En Nepal hay que diferenciar entre el terai exterior y el terai interior. 
El terai exterior es una zona pantanosa y boscosa en el límite meridional de la cordillera Siwalik que se extiende hasta la frontera con la India e incluye campos abiertos, desecados y de uso agrícola por debajo de los humedales. La población es de origen indio y fue marginada por los reyes de Nepal y por la dinastía Rana, así como por los pueblos de habla pahari.
El terai interior hace referencia a los alargados valles entre la cordillera Siwalik y la cordillera Mahabharat, más al norte y de mayor altura, pues alcanza los 3000 m. Son valles agrícolas pero muy atacados por la malaria, habitados por el pueblo tharu, que tiene una resistencia heredada a la enfermedad.
Los lugares más interesantes para visitar en el terai nepalés son el parque nacional de Bardiya, el parque nacional de Royal Chitwan, Lumbini, lugar de nacimiento de Buda, y Janakpur, lugar de nacimiento de Sita, donde ésta se casó con Rama, descrito en el Ramayana.

## Las zonas protegidas del Terai indio
La región del Terai ocupa en total unos 49 500 km², de los que 30 000 km² se encuentran en la India y el resto entre Nepal, Bután y Bangladés. En India y Nepal, esta región está representada por el TAL (Terai Arc Landscape), que comprende 13 zonas protegidas entre la Reserva de Vida Salvaje Parsa (Parsa Wildlife Reserve), en Nepal, y el parque nacional Rajali (Rajaji National Park), en la India, al oeste. En estas zonas se encuentran protegidas tres de las especies más importantes de la fauna asiática, el tigre (Panthera tigris), el elefante asiático (Elephas maximus) y el rinoceronte de un solo cuerno (Rhinoceros unicornis). Todos los parques se encuentran entre el bhabhar y el terai y comprenden el 23% de bosque cerrado, el 7% de bosque abierto y el 0,4% de matorral de la región.
En el oeste, la parte de los parques incluida en el bhabhar está formada sobre todo por sal (Shorea robusta) una Dipterocarpácea parecida a la teka que domina los bosques, y que en las zonas del terai comparte espacio con Dalbergia sissoo (shisham), Terminalia tomentosa (laurel indio), Acacia catechu (catechu o cato), Butea monosperma (teca bastarda o dhak), Bombax ceiba (algodonero rojo), Sterculia urens (kadaya), Aegle marmelos (bael), Terminalia elliptica (laurel indio o marda), Adina cordifolia (haldina), Syzygium cumini jambul o jambolán) y Azadirachta indica (nim, margosa o lila india). En el terai predomina una variedad de hierbas altas de los géneros Themeda, Saccharum, Phragmites, Vetiveria y otras. Se encuentran también en el terai plantaciones de teka, eucalipto, acacia, chopo, etc. El matorral dominante es la Murraya koenigii (árbol del curry). Los especialistas identifican ocho tipos de comunidades vegetales homogéneas, aunque algunos llegan a los 27 tipos según el suelo y las precipitaciones.
En la India, el terai se extiende a lo largo de 800 km, con una anchura que oscila entre los 50 y los 60 km a través de los estados de Uttaranchal, Uttar Pradesh y Bihar, de oeste a este. Hay tres reservas de tigres, el parque nacional de Corbett, el parque nacional de Dudhwa y el parque nacional Valmiki, incluidos en la Reserva de Elefantes de Shivalik (Shivalik Elephant Reserve).
El parque de Corbett se creó el 8 de agosto de 1936 al pie de las montañas de Nainital, en el distrito Pauri de Uttaranchal, y es el más antiguo de la India. El de Dudhwa, de 490 km² contiene 12 especies de mamíferos en peligro, 29 de aves y 5 de reptiles, ha introducido el rinoceronte y junto a la Reserva de Vida Salvaje de Katarniaghat y el parque nacional de Bardiya en Nepal posee una población considerable de delfines del Ganges (Platanista gangetica) y dos especies de cocodrilo conocidas como gharial o ghariyal (Gavialis gangeticus) y maggar (Crocodylus palustris). En la más reducida reserva de tigres de Dudhwa, dentro del parque, se da la mayor población de ciervos de los pantanos.

## Lista de áreas y especies protegidas principales en el terai indio
- Parque nacional de Corbett (creado en 1936), tiene 521 km². Elefante y tigre.
- Reserva de Vida Salvaje de Kishanpur (1972), tiene 203 km². Tigre y ciervo de los pantanos.
- Reserva de Tigres Corbett (1973), tiene 1286 km².
- Reserva de Vida Salvaje de Katarniaghat (1976), tiene 400 km². Tigre, ghariyal, delfín del Ganges y otros.
- Parque nacional de Dudhwa (1977), tiene 490 km². Tigre y ciervo de los pantanos.
- Parque nacional de Rajaji (1983), tiene 820 km². Elefantes.
- Reserva de Vida Salvaje de Sonanadi (1987), tiene 30 km². Elefante y tigre.
- Reserva de Vida Salvaje de Sohagibarwa (1987), tiene 428 km². Tigre, leopardo y otras especies.
- Reserva de Tigres Dudhwa (1987), tiene 1362 km km².
- Reserva de Vida Salvaje de Suhelwa (1988), tiene 452 km². Tigres.
- Parque nacional Valmiki y Santuario de Valmiky (1990), tienen 880 km². Tigre.
- Reserva de Tigres de Valmiki (1994), tiene 840 km km². Se encuentra en el PN de Valmiki y en la WLS de Valmiki.
- Reserva de Elefantes de Shivalik (2002), tiene 5405 km².

Entre los parques de Rajajiy Corbett y la reserva de Sonanandi,  y las áreas adyacentes se encuentran el 90% de los elefantes del noroeste de la India.